# Rodeo (Californië)
Rodeo is een plaats in Contra Costa County in Californië in de VS.
Het is de thuishaven van 2 leden van de rockgroep Green Day: Billie Joe Armstrong en Mike Dirnt.
In oktober 2003 probeerde de dierenrechtenorganisatie PETA Rodeo te overtuigen om hun naam te veranderen aangezien die te veel deed denken aan de dieronvriendelijk sport (rodeo). Ze boden hun aan alle kinderen vegetarische hamburgers te geven, dit ter waarde van $20.000. Uiteindelijk slaagden ze hier niet in, en Rodeo behield zijn naam.

## Geografie
Rodeo bevindt zich op 38°1′53″Noord, 122°15′44″West. De totale oppervlakte bedraagt 19,1 km² (7,4 mijl²), wat allemaal land is.

## Demografie
Volgende de census van 2000 bedroeg de bevolkingsdichtheid 456,7/km² (1183,3/mijl²) en bedroeg het totale bevolkingsaantal 8717 als volgt onderverdeeld naar etniciteit:
- 52,20% blanken
- 16,04% zwarten of Afrikaanse Amerikanen
- 1,30% inheemse Amerikanen
- 16,04% Aziaten
- 0,50% mensen afkomstig van eilanden in de Grote Oceaan
- 7,17% andere
- 6,76% twee of meer rassen
- 17,08% Spaans of Latino

Er waren 2882 gezinnen en 2204 families in Rodeo. De gemiddelde gezinsgrootte bedroeg 3,00.

## Plaatsen in de nabije omgeving
De onderstaande figuur toont nabijgelegen plaatsen in een straal van 8 km rond Rodeo.